# جمرة الماء
جمرة الماء هي فترة من فترات السّنة، حسب التّقويم «العربي» أو الفلاحي، تدوم هذه الفترة يوما واحدا وهو يوم 27 فبراير من كل سنة. تزول فيه البرودة من مياه البحار والأودية وتصبح دافئة.